# Тимки (Лубенський район)
Тимки́ — село в Україні, у Новооржицькій селищній громаді Лубенського району Полтавської області. Населення становить 382 особи (2001).

## Географія
Село Тимки знаходиться на лівому березі річки Гнила Оржиця, вище за течією на відстані 1,5 км розташоване село Рудка, нижче за течією на відстані 2 км розташоване село Загребелля, на протилежному березі — село Яблуневе.

## Історія
12 червня 2020 року, відповідно до розпорядження Кабінету Міністрів України № 721-р «Про визначення адміністративних центрів та затвердження територій територіальних громад Полтавської області», село увійшло до складу Новооржицької селищної громади.
19 липня 2020 року, в результаті адміністративно - територіальної реформи та ліквідації Оржицького району, село увійшло до складу новоутвореного Лубенського району.

## Політика

### Парламентські вибори, 2019
На позачергових парламентських виборах 2019 року у селі функціонувала окрема виборча дільниця № 530665, розташована у приміщенні дитячого садка.
Результати
- зареєстровано 222 виборці, явка 51,35%, найбільше голосів віддано за «Слугу народу» — 39,64%, за Всеукраїнське об'єднання «Батьківщина» — 20,72%, за Радикальну партію Олега Ляшка — 12,61%.[3] В одномандатному окрузі найбільше голосів отримав Фахраддін Мухтаров (самовисування) — 18,92%, за Анастасію Ляшенко (Слуга народу) — 18,02%, за Костянтина Іщейкіна (самовисування) — 14,41%[4].

## Об'єкти соціальної і релігійної сфери
- Дитячий садок.
- Школа І ст.
- Скит Іоанна Предтечі Ніжинського Богоявленського монастиря УПЦ МП.

## Пам'ятки
- Меморіальний комплекс[d];
- при селі — родовий маєток Петра Боярського, з роду Боярських[ru];